# General Atomics MQ-9 Reaper
General Atomics MQ-9 Reaper (původně Predator B) je víceúčelové bezpilotní letadlo s dlouhou výdrží ve vzduchu, operující ve středních výškách. Primárně je určeno k ničení mobilních pozemních cílů, ale díky celému spektru moderních senzorů a komunikačních nástrojů je využíváno i k průzkumu. MQ-9 je větší a lépe vyzbrojený než jeho předchůdce MQ-1 Predator. Letadlo, včetně jeho zbraňových systémů, je monitorováno a kontrolováno posádkou z pozemního řídícího střediska. V USA Reaper kromě americké armády používá také CIA, pohraniční stráže, ale i NASA. Náklady na výzkum a vývoj tohoto bezpilotního systému se vyšplhaly na 1,65 mld. USD.

## Konstrukce
Typický systém MQ-9 skládá z více letadel, pozemní řídící stanice, komunikačního zařízení, náhradních dílů a personálu. Letadlo se dá rozebrat a naložit do jednoho kontejneru, ve kterém může být převezeno kamkoliv na světě. Celý systém je možné přepravovat v letadle C-130 Hercules nebo v letadlech větších rozměrů. Vojenská obsluha se skládá z pilota, operátora senzorů a koordinátora mise.
MQ-9 je vybaven sadou senzorů Raytheon AN/DAS-1, potřebných k zaměření pozemních cílů. Tato sada zahrnuje infračervený senzor, barevnou/monochromatickou denní TV kameru, laserový dálkoměr a značkovač. Díky laserovému značkovači může být Reaper vyzbrojen laserem naváděnými pumami GBU-12 Paveway II a raketami AGM-114 Hellfire. MQ-4 je vybaven radarem se syntetickou aperturou (synthetic aperture radar, SAR), umožňující použití pum GBU-38.
Letadlo je poháněno turbovrtulovým motorem Honeywell TPE331-10GD o výkonu 950 hp, který mu dává maximální rychlost 482 km/h a cestovní rychlost 280 - 310 km/h. Užitečné zatížení až do hmotnosti 1746 kg umožňuje, aby byl Reaper v typické bojové konfiguraci vyzbrojen čtyřmi střelami vzduch-země Hellfire a dvěma pumami GBU-12 Paveway II nebo GBU-38. Při provádění průzkumných misí vydrží letadlo ve vzduchu až 30 hodin. Tento čas se však snižuje pouze na 14 hodin, pokud je plně vyzbrojené. Reaper má dolet 1852 km a dostup 15 240 m, což jsou obzvláště vhodné parametry pro dlouhé průzkumné operace.

## Operační nasazení

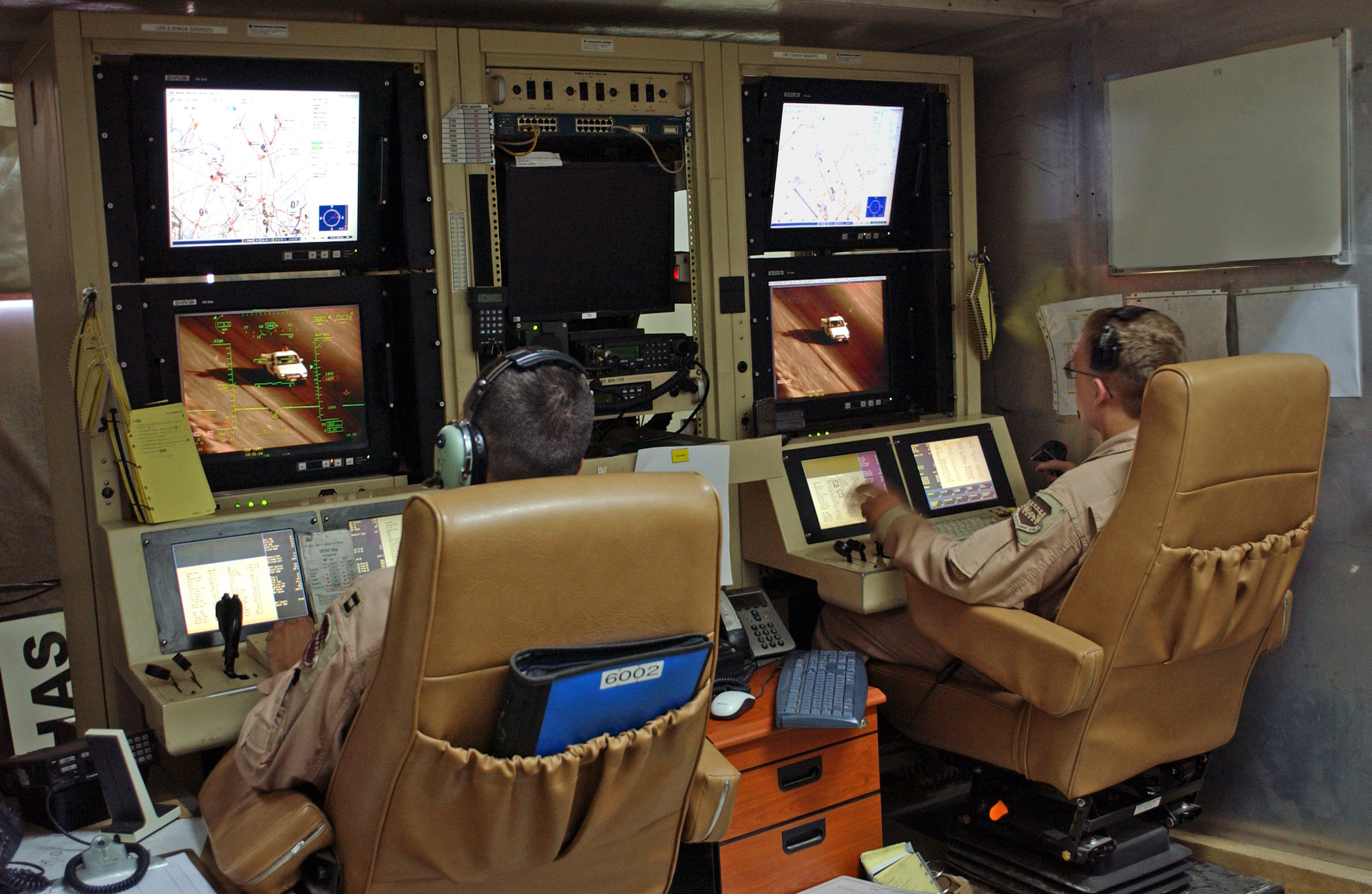
Pilot a operátor senzorů v řídící stanici

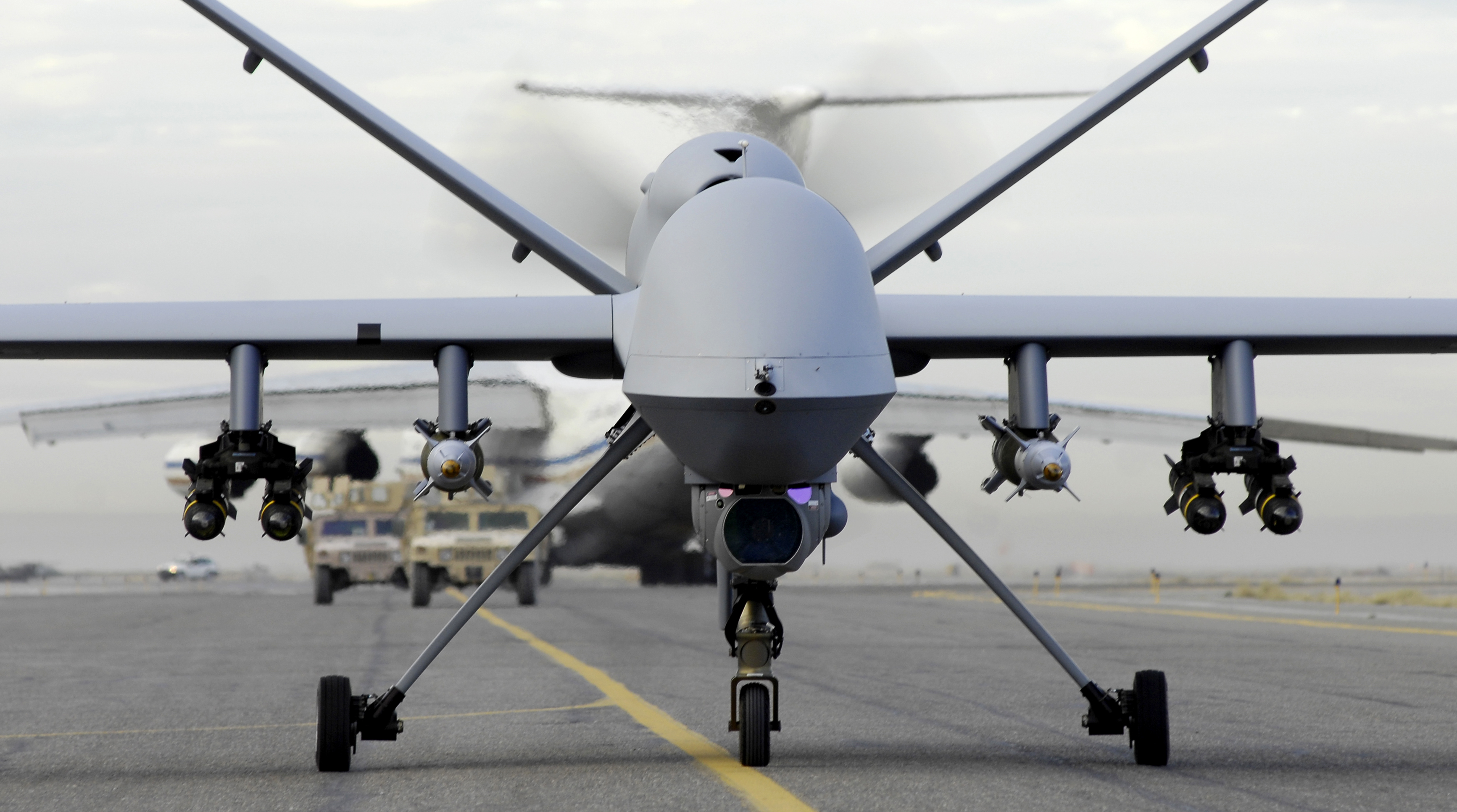
Reaper, vyzbrojen střelami Hellfire a bombami GBU-12

### Válka v Afghánistánu
V roce 2007, krátce po svém zařazení do amerického letectva, byl Reaper poprvé i bojově nasazen a to ve válce v Afghánistánu. Historicky první úder nepříteli zasadil Reaper 28. října 2007, když odpálil rakety Hellfire proti povstalcům v oblasti Deh Ravod. Několik dní poté byly poprvé shozeny i pumy GBU-12 na pozice bojovníků Talibanu, ostřelujících americkou pěchotu. 6. března 2008 zničil Reaper v Afghánistánu 16 cílů za použití laserem naváděných pum a raket Hellfire. 13. září 2009, během bojové mise, ztratil operátor kontrolu nad jedním ze strojů MQ-9. Dron letěl neovladatelně k hranici s Tádžikistánem a z obavy před únikem moderních technologií byl raději sestřelen stíhačkou F-15E Strike Eagle. Sestřel se uskutečnil pomocí rakety AIM-9 Sidewinder a šlo o první případ úmyslného zničení vlastního bezpilotního letounu. Od roku 2010 až do prosince 2013 se letadla Reaper starala o bezpečnost amerických vojáků na základně Bagrám. Ta se často stávala terčem raketových útoků, avšak v roce 2013 se podařilo díky Reaper snížit počet útoků na základnu o 47% oproti předchozímu roku.
V listopadu 2007 začaly i britské MQ-9 Reaper podnikat v Afghánistánu průzkumné lety, zaměřené na získání informací o pozicích hnutí Taliban. Do 15. ledna 2014 nalétaly drony Reaper 54 000 hodin, během nichž vykonávaly převážně průzkum nad provincií Helmand. Přesto však v průběhu jejich šestiletého působení v Afghánistánu vystřelily celkem 459 řízených střel a pum.

### Válka v Iráku
Od 17. července 2008 začaly létat americké MQ-9 Reaper i v Iráku ze základny Balad. Bezpilotní letouny se zde uplatnily hlavně při ochraně spojeneckých konvojů, přičemž na ozbrojence útočily hlavně za pomoci raket Hellfire.
Do července 2010 bylo během bojových operací v Afghánistánu a Iráku ztraceno 38 bezpilotních letounů Predátor a Reaper. O dalších 9 přišlo americké letectvo při výcviku v USA.

### Hlídkování v Indickém oceánu
Od října 2009 začaly americké letouny Reaper hlídkovat v somálských vodách kvůli vzrůstajícím hrozbám ze strany pirátů. Drony byly umístěny na souostroví Seychely, odkud vyrážely k pravidelným letům přes hlavní trasy civilních lodí.

### Intervence v Iráku a Sýrii proti ISIL
10. listopadu 2014 zaútočily britské drony Reaper poprvé na bojovníky Islámského státu v Iráku, když právě kladli improvizovanou výbušninu. Nálet se uskutečnil blízko města Baiji a prostřednictvím střel AGM-114 Hellfire byli všichni ozbrojenci úspěšně eliminováni. K prvnímu bojovému nasazení dronů v Sýrii došlo 21. srpna 2015 a již o tři dny na to udeřila letadla Reaper znovu. K náletům došlo ve městě Rakka a oba byly namířeny proti dvěma britským džihádistům, kteří odešli bojovat do Sýrie na straně Islámského státu. Letadla MQ-9 Reaper jsou v Sýrii a Iráku vedle útoků na pozemní cíle využívány hlavně k průzkumným letům. Od října 2014 do ledna 2016 uskutečnily tyto stroje celkově 1000 letů a v tomto tempu hodlá RAF pokračovat. Od začátku kampaně až do srpna 2016 vystřelily britské drony Reaper v Iráku na pozemní cíle 428 raket Hellfire a shodily 34 pum GBU-12. V Sýrii bylo od 2. prosince 2015 do srpna 2016 vypáleno 45 raket Hellfire a shozeny byly 3 pumy GBU-12.
12. listopadu 2015 vystřelil americký Reaper dvě rakety Hellfire na jedoucí auto, ve kterém usmrtil britského ozbrojence známého jako džihádista John. Bojovník Islámského státu, vlastním jménem Mohammed Emwazi, popravil nožem devět novinářů a humanitárních pracovníků. Džihádista John byl zabit v syrském městě Rakka, které je považováno za hlavní město Isil.

### Krize v Perském zálivu (2019–2020)
3. ledna 2020 se jednou z obětí útoku stroje MQ-9 USAF provedeného v blízkosti mezinárodního letiště v Bagdádu stal generálmajor Kásim Sulejmání, velitel jednotek Quds íránských revolučních gard, spolu s několika představiteli iráckých ozbrojených složek.

### Krize v Rudém moři
Jemen je v současnosti znám spíše jako „pohřebiště Reaperů“, když bylo od počátku krize hútíjskými příslušníky povstaleckého hnutí Ansar Allah sestřeleno už 17 (tj. každý dvacátý americký) MQ-9 Reaper v celkové hodnotě více než půl miliardy dolarů.[chybí lepší zdroj] V souvislosti s tím se šíří zprávy o stažení strojů z regionu a přechodu k levnějším dronům, např. RQ-21 Blackjack (jde o stejné závěry, k jakým se došlo i na Ukrajině po ztrátách velkých dronů oběma stranami konfliktu, ukrajinsko-tureckých Bayraktarů i ruských Orlanů).

## Varianty
- MQ-9A Reaper – Základní verze dronu.
- MQ-9B SkyGuardian – Varianta schopná operací v oblastech s civilním leteckým provozem. To usnadňuje její export. Objednána Austrálií, Belgií a Velkou Británií (Protector RG Mk.1).
- MQ-9B SeaGuardian – Subverze MQ-9B specializovaná pro námořní operace. Může být nasazena do průzkumu, námořního a protiponorkového boje, či misí HADR a SAR.[18]

## Uživatelé

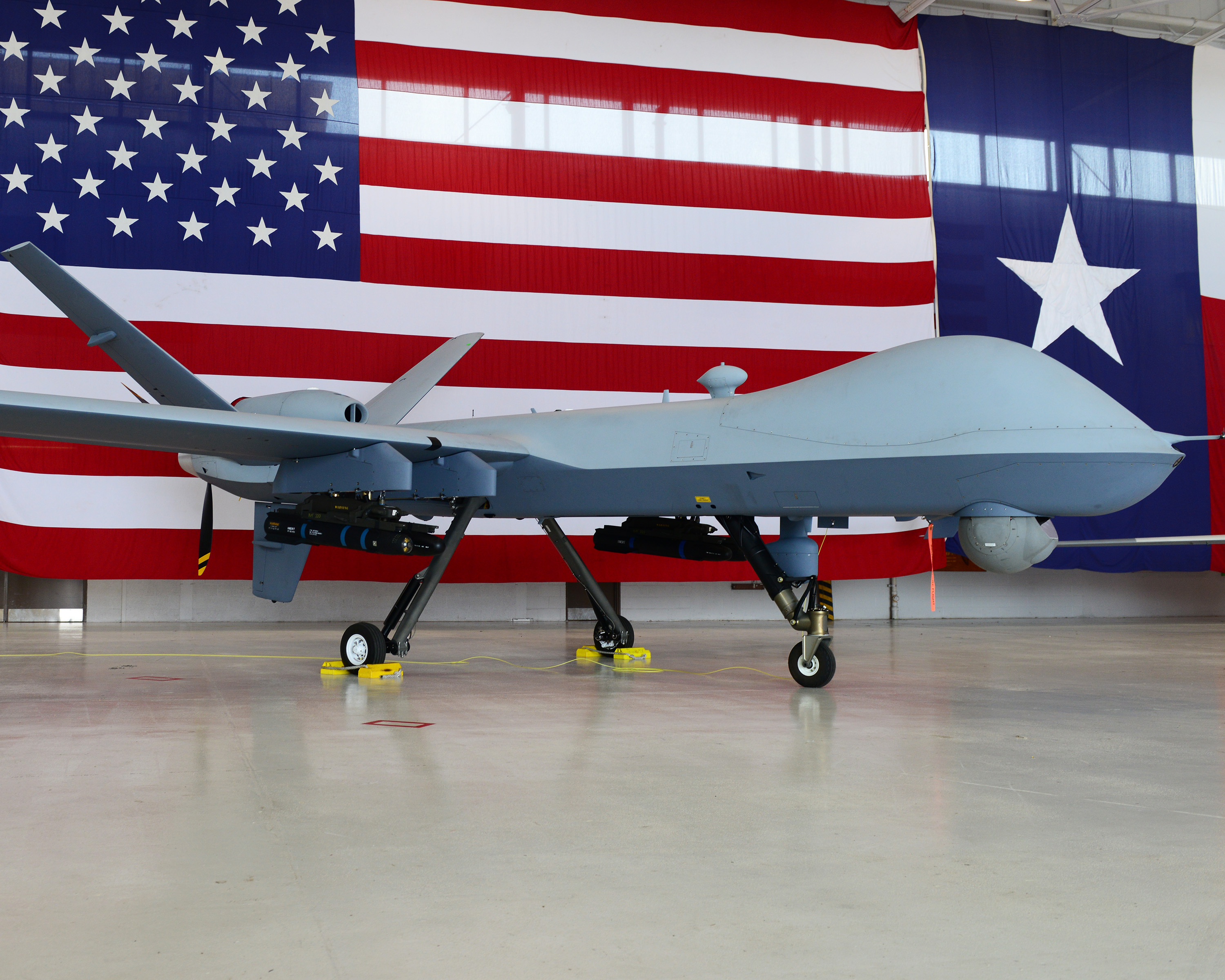
MQ-9 Reaper

Francie
Francouzské letectvo obdrželo v lednu 2014 první 2 letadla MQ-9 a v květnu 2015 jim byl dodán třetí kus. Celkově Francie objednala 12 strojů, které mají být všechny dodány do roku 2019.
 Nizozemsko
Nizozemské královské letectvo by mělo v roce 2016 dostat první drone MQ-9 a o rok později by měly být schopny operačního nasazení. Za odhadovanou částku 339 milionů USD by mělo získat 4 letadla MQ-9 Block 5, 4 mobilní pozemní řídící stanice Block 30, 2 náhradní motory Honeywell TPE331-10T a další příslušenství.
 Spojené království
Royal Air Force se stalo prvním zahraničním zákazníkem letadel MQ-9 Reaper, když si v roce 2006 objednalo 2 kusy. K prosinci 2015 disponuje britské letectvo 10 bezpilotními stroji tohoto typu.
 Španělsko
Španělské letectvo chce pořídit celkem 4 letouny MQ-9 Reaper Block 5 v hodnotě 168 milionů USD. První 2 drony a jedna pozemní řídící stanice by měly být dodány v červenci 2017. Druhá pozemní řídící stanice by měla být dodána v říjnu 2018, třetí dron v dubnu 2019 a poslední v dubnu 2020.
 Itálie
Italské letectvo požádalo v srpnu 2008 americkou vládu o 4 letouny MQ-9 Reaper a 4 mobilní pozemní řídící stanice. V listopadu 2009 zažádala Itálie o prodej dalších 2 dronů a 1 pozemní řídící stanice. V listopadu 2015 schválila americká vláda italskou žádost o vyzbrojení 2 svých letadel MQ-9 Reaper. Návrh výzbroje pro italské drony zahrnuje 156 střel AGM-114R2 Hellfire II, 20 laserem naváděných pum GBU-12 a 30 pum GBU-38.
 USA
Letectvo Spojených států amerických - k březnu 2014 bylo americkému letectvu dodáno 163 letadel, z čehož bylo 143 provozuschopných. Do roku 2019 by USAF měly obdržet celkem 343 strojů.

## Specifikace

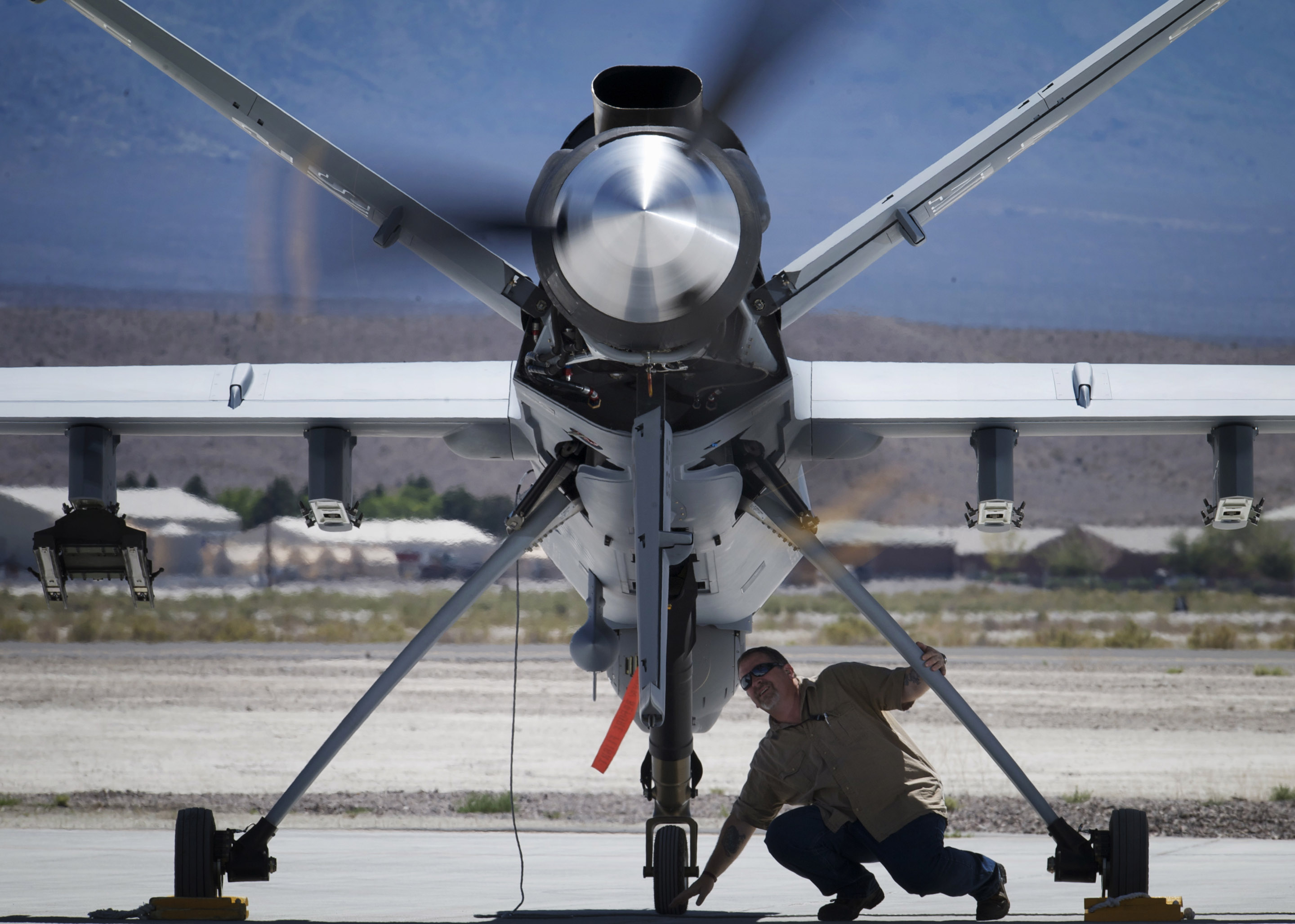
MQ-9 Reaper

### Hlavní charakteristiky
- Posádka: 0 (ovládané na dálku 2 osobami)
- Délka: 11 m
- Rozpětí křídel: 20,1 m
- Výška: 3,8 m
- Prázdná hmotnost: 2 223 kg
- Maximální vzletová hmotnost: 4 760 kg
- Zásoba paliva: 1 800 kg
- Užitečné zatížení: 1 746 kg
- Pohonná jednotka: 1 × turbovrtulový motor Honeywell TPE331-10 o výkonu 671 kW

### Výkony
- Maximální rychlost: 482 km/h
- Cestovní rychlost: 310 km/h
- Dolet: 1 852 km
- Dostup: 15 240 m
- Operační výška: 7 500 m
- Výdrž: 30 hodin / 14 hodin (s plnou výzbrojí)

### Výzbroj
- Rakety vzduch-země:
  - AGM-114 Hellfire
- Pumy:
  - GBU-12 Paveway II
  - GBU-38 Joint Direct Attack Munition (JDAM)